# Libation
Cet article possède un paronyme, voir Libration.

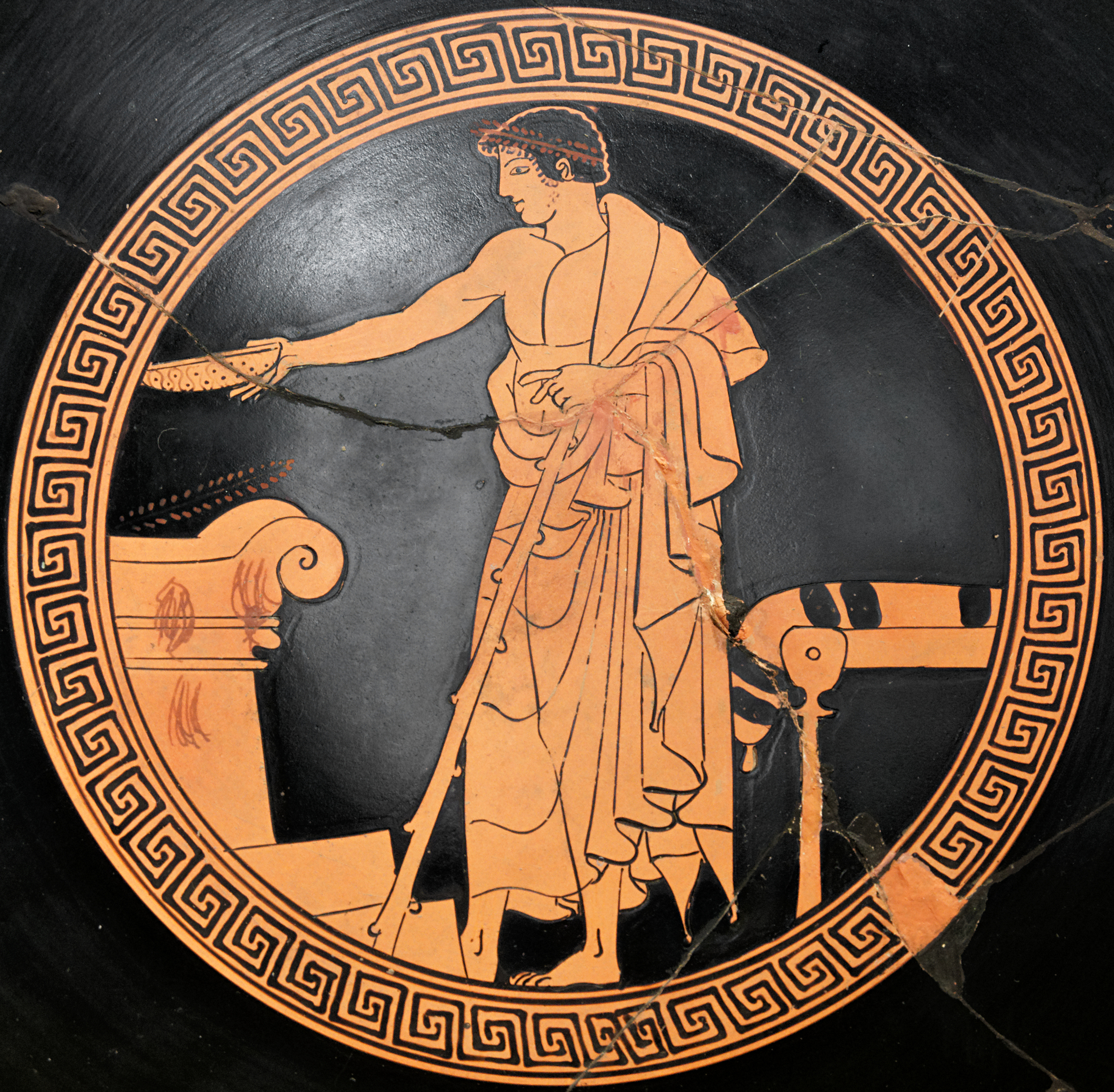
Scène de libation, médaillon d'un kylix de Macron, v. 480 av. J.-C., musée du Louvre.

Une libation est un rituel religieux consistant en la présentation d'une boisson en offrande à une divinité, ou à toute personne que l'on veut honorer, en renversant quelques gouttes sur le sol ou sur un autel. Les liquides offerts en libations étaient variés, le plus souvent du vin, du lait ou de l'huile d'olive. C'est une forme de sacrifice. Il fut très pratiqué dans les religions de l'Antiquité.
La libation est l’action de verser (en latin libare, en grec leibein, en sanscrit labla, « verser, jeter, lancer ») un liquide devant une personne ou un objet sacré (statue, autel), Il se distingue de la lustration, qui est l’action de verser (ou asperger) le liquide sur la personne ou sur l’objet, dans un but de purification.

## Dans l'Antiquité: Méditerranée et Moyen-Orient
La Bible évoque la libation à plusieurs reprises.

« Et Jacob dressa un monument dans le lieu où Dieu lui avait parlé, un monument de pierres, sur lequel il fit une libation et versa de l'huile. »

— Genèse, 35.14

« Vous y joindrez une offrande de deux dixièmes de fleur de farine pétrie à l'huile, comme offrande consumée par le feu, d'une agréable odeur à l'Éternel; et vous ferez une libation d'un quart de hin de vin. »

— Lévitique, 23.13

« Car pour moi, je sers déjà de libation, et le moment de mon départ approche. »

— 2 Timothée, 4.6
Un holocauste est toujours accompagné d'une libation de vin. 
Dans l'Ancienne Égypte, ces rites avaient pris une connotation très complexe : aucun peuple de l’Antiquité ne leur a accordé autant d’importance. La libation est associée au culte d’Osiris, qui était à l’origine une divinité agraire : il représente le grain (ou toute plante) qui renait périodiquement sous l’action de l’humidité ; l’irrigation annuelle des terres par les crues du Nil lui donnait un sens cosmologique. Par la suite, Osiris étant devenu le dieu des morts, libations et lustrations étaient censées rendre à la momie du Pharaon (et plus tard, de tous les défunts) ses fluides vitaux afin de pouvoir renaître dans l'au-delà. Le matériel primitif se composait d'une verseuse et d'une cuvette ; il s'est ensuite considérablement enrichi. 
En Grèce antique, la libation (spondè) est accompagnée d'une prière ou d'un vœu. Elle peut être accomplie à tout moment de la journée, pour invoquer la bienveillance divine. Lors des banquets, elle clôt le dîner (δεῖπνον / deĩpnon) et débute la beuverie (πότος / pótos),. Théophraste la décrit comme un « toast en l'honneur du bon démon ».
Dans sa Lettre aux Romains, Ignace d'Antioche compare le martyre des chrétiens à une libation.
Dans l'Apocalypse, les sept coupes ultimes de la colère de Dieu (Apo 16 : 1) sont en réalité des phiales, c'est-à-dire des coupes plates à libation. Le versement de leur contenu a des effets particulièrement néfastes.

## Dans le monde

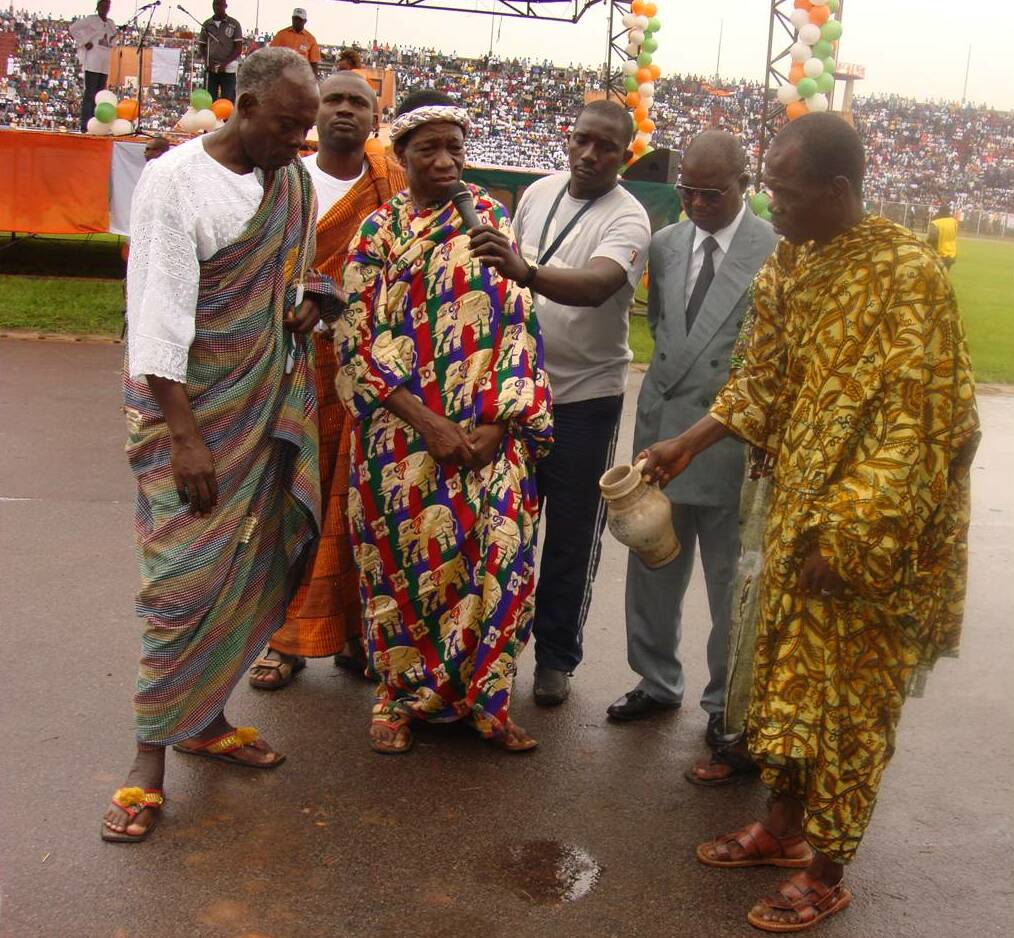
Le chef de Bouaké et ses notables effectuant des libations à la cérémonie de la flamme de la paix.

La libation a toujours été très pratiquée dans les traditions africaines. On la retrouve encore de nos jours en Afrique Noire. En Amérique Latine, et notamment en Bolivie, au Pérou et au Chili, elle perdure en hommage à la « Pacha Mama », déité de la terre, à laquelle sont offertes quelques gouttes de vin ou de bière avant leur consommation.

## Renouveau moderne
Dans l’Ásatrú, les pratiquants versent à l’aide d’une corne à boire de l’alcool (souvent de l’hydromel ou de la bière) pour honorer les dieux germano-nordiques et les ancêtres.
Dans la culture hip-hop américaine, la libation consiste à verser une petite quantité de liqueur de malt, ou autre alcool, sur le sol, en hommage à des camarades enterrés (« dead homies ») ou en prison, ou simplement pour consacrer une nouvelle entreprise.